# Fatiga mental
La fatiga mental és la sensació de cansament després de realitzar activitats que requereixen una atenció perllongada o que suposen estrès. Es manifesta com una incapacitat per raonar ràpidament, somnolència, reducció de la concentració i criteri de presa de decisions, símptomes que poden anar units o aparèixer de forma independent. El canvi de tasca, l'exercici físic o dormir alleugen la fatiga mental.